# Roll on
Roll on var ett humorprogram i Sveriges Radio P3 som sändes 2004 till 2007. Programledare var Mia Skäringer och Klara Zimmergren, som även gjorde rösterna till rollfigurerna i programmet. Sista Roll on sändes den 20 januari 2007. Hösten samma år började dock en fristående fortsättning att sändas i TV-serien Mia och Klara. Rollfiguren Tabita figurerar även i TV-programmet Mia på Grötö.

## Rollfigurer i urval
Jennifer Samuelsson/Gulletussan – en pratglad damfrisörska i Karlstad. Gift med ishockeyproffset Mattias och mamma till barnen Kevin och Moa.
Viveka Andebratt – Kristinas svärmor och mor till Stefan. På senare tid även farmor till Linnéa, som hon envisas med att kalla Margareta. Hon tycker att det var bättre förr och har svårt att acceptera allehanda nymodigheter.
Rollonmannen/Rolle – strukturerad nätverkstekniker och kontrollmänniska som anser att även samtalstid med sambon måste schemaläggas i detalj.
Tabita – tatuerare och flerbarnsmamma (trashmamma) på Skrantabacken. Röker och pratar mycket, inte minst i telefon. Hon ser mest fördelar med att barnen har olika pappor.
Jasmina Svensson – porrskådespelare och gift med Urban.
Bellmania – Roll on:s husbandsduo.

## Citat ur programmet
| ” | Jag vill också passa på att säga att melonen är kvinnans frukt, eftersom den är blöt och mjuk inuti och gul och hård på utsidan. Ja, det var allt jag hade att komma med nu. Frukt tar man inte, man visar sin uppskattning genom två kronor bananen och fem kronor äpplet. | „ |